# Catharinakerk (Roden)
De Catharinakerk is een deels romanogotische en deels gotische kerk in de Drentse plaats Roden.
De kerk werd gebouwd in de 13e eeuw en werd gewijd aan de heilige Catharina van Alexandrië. In het begin van de 15e eeuw werd het oude koor vervangen door een gotisch koor. Daarna werd aan het einde van de 15e eeuw de toren gebouwd. Bij de restauratie in de jaren dertig van de 20e eeuw werd het pleisterwerk aan de binnenzijde van de kerk verwijderd, waardoor de baksteenstructuur zichtbaar werd.
Volgens het testament van Maria Catharina Hoppinck uit 1776, werden 10.000 carolusguldens beschikbaar gesteld voor de bouw van een orgel. Het orgel werd gebouwd door Albertus Antoni Hinsz (1704-1785), een uit Duitsland afkomstige orgelbouwer. De orgelkas is gemaakt door A. Smid. Het verhaal van de schenking is beschreven op de wapens en tekstborden in de kerk. Het orgel heeft 18 registers, verdeeld over twee klavieren (hoofdwerk, rugwerk), en een aangehangen pedaal.
De 18e-eeuwse herenbank in de kerk heeft het wapen van de landschapssecretaris Coenraad Wolter Ellents en zijn echtgenote Gesina Oldenhuis, de bewoners van de naastgelegen havezate Mensinge. De preekstoel dateert van 1717. Het doopvont van Bentheimer zandsteen is 13e-eeuws.